# Ammutinamento di Nancy

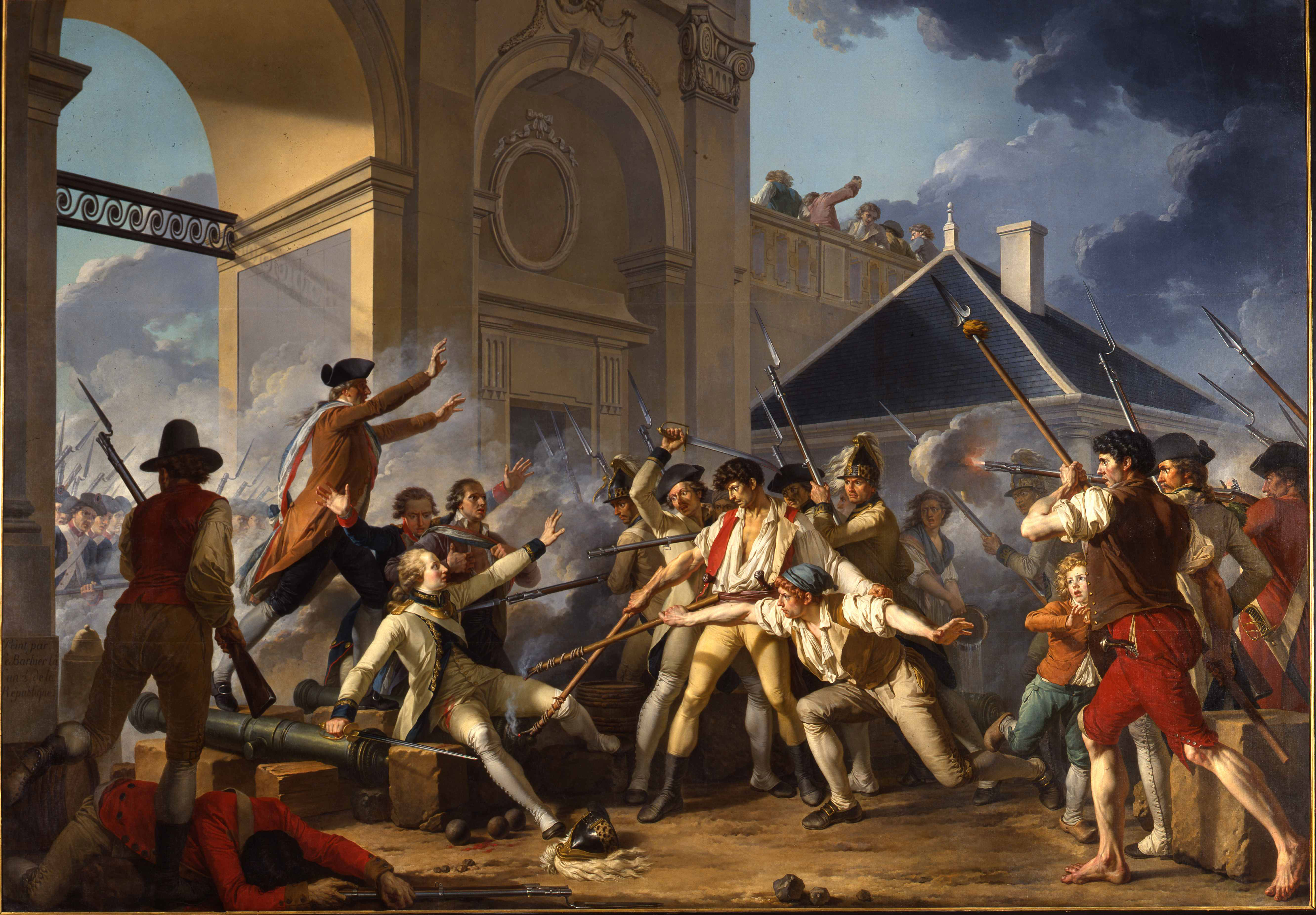
Le Courage héroïque du jeune Désilles, le 31 août 1790, à l'affaire de Nancy, Le Barbier, 1794 (Museo della Rivoluzione francese)

L'ammutinamento di Nancy (in francese l'Affaire de Nancy) è un ammutinamento militare avvenuto in Francia il 31 agosto 1790, che si tenne due anni prima del rovesciamento finale della monarchia francese. L'ammutinamento ebbe un significato particolare in quanto illustrava il grado in cui la disciplina e l'affidabilità dell'esercito reale erano state minate da tredici mesi di tumulti rivoluzionari.

## Antefatti
L'ammutinamento di Nancy avvenne nello stesso momento in cui si stavano diffondendo disordini tra i reggimenti regolari dell'esercito francese, in seguito alla presa della Bastiglia, all'ammutinamento delle gardes-francaises e al trasferimento forzato della famiglia reale da Versailles a Parigi nel 1789.
Mentre gli ufficiali dell'esercito erano ancora prevalentemente monarchici, il resto dell'esercito era sempre più influenzato dalle turbolenze rivoluzionarie da cui era circondato. Durante la prima metà del 1790 si verificarono numerosi atti di disobbedienza e ammutinamenti su piccola scala in varie unità e di conseguenza furono create associazioni politiche con collegamenti ai giacobini e altri partiti fuori dall'esercito. Recenti rimostranze militari si erano diffuse tra i soldati, in relazione principalmente alla severa disciplina e alle condizioni di servizio. Particolarmente risentita fu una misura adottata nel 1781 per riservare le nomine degli ufficiali ai membri della nobiltà. Questa restrizione aveva alienato molti sottufficiali che ora perdevano la possibilità di promozione oltre il loro grado attuale.

## Ammutinamento di Nancy
Nell'agosto 1790 la guarnigione di Nancy, nella Francia nord-orientale, comprendeva tre reggimenti di quella che era l'Armée royale française. Questi erano il Régiment du Roi (reggimento del re), il Régiment de Châteauvieux (uno dei dodici reggimenti di mercenari svizzeri nella fanteria francese) e la cavalleria Mestre-de-camp.

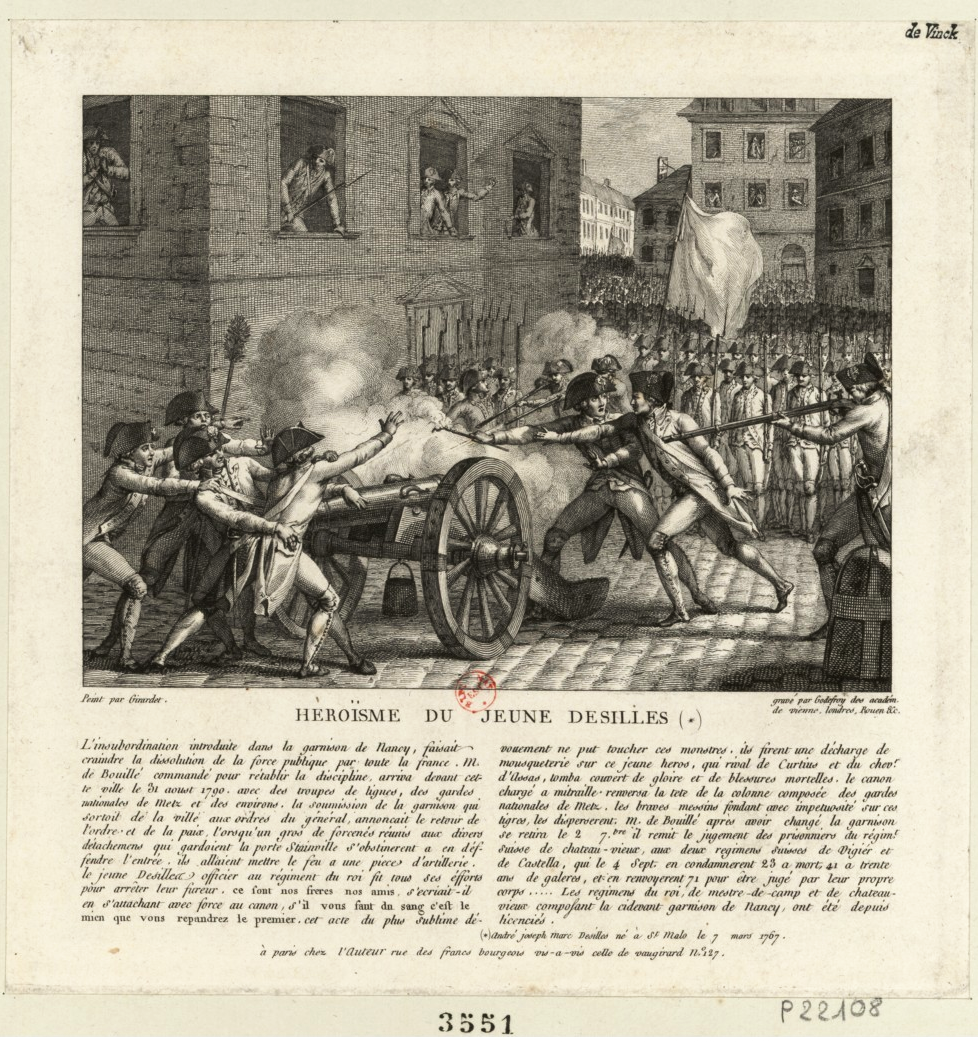
Giornale dell'epoca

In seguito alla richiesta del comitato dei soldati del Regiment du Roi di controllare i conti del reggimento venne arrestato il quartiermastro, il colonnello e altri ufficiali vennero confinati e la cassa dei pagamenti fu sequestrata. Lo Chateauvieux ne seguì l'esempio - uno sviluppo particolarmente inquietante dal punto di vista della corte reale poiché i reggimenti svizzeri erano considerati l'elemento più affidabile all'interno dell'esercito. Gli ufficiali del Chateauvieux furono in grado di ripristinare temporaneamente l'ordine e punirono i membri del comitato dei soldati secondo il codice militare svizzero, sottomettendoli alle bacchette. Questa azione generò nuovi malcontenti, che si allargarono a tutti e tre i reggimenti della guarnigione.

## Repressione

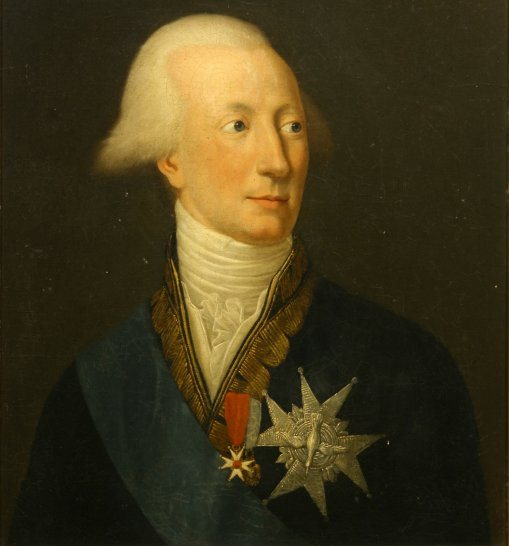
Ritratto del generale de Bouillé

Temendo che le azioni di Nancy si sarebbero potute diffondere nelle altre guarnigioni, situate lungo la frontiera, l'Assemblea costituente nazionale di Parigi che in precedenza aveva abolito le associazioni politiche all'interno dell'esercito a causa dell'indiscipina, ordinò la repressione dell'ammutinamento. Il generale François Claude de Bouillé, comandante dell'esercito a Metz, condusse di conseguenza 4 500 soldati regolari e guardie nazionali a Nancy il 18 agosto.
All'arrivo in città il 31 agosto, de Bouille diede un ultimatum a una delegazione dei soldati ribelli che chiedevano il rilascio dei loro ufficiali in cambio della libertà. Questi termini apparvero accettabili per la maggior parte dei soldati, ma prima che potessero essere attuati si verificò uno scontro alla Porta di Stainville, dove l'avanguardia della forza di de Bouille fu fermata davanti a un pezzo di artiglieria presidiato dai soldati del Regiment du Roi. Antoine-Joseph-Marc Désilles, un giovane ufficiale ribelle del Regiment du Roi si mise di fronte a un cannone da 24 libbre caricato a mitraglia nel tentativo di dissuadere gli ammutinati dal sparare sulle truppe governative ma venne abbattuto e nella confusione che ne seguì partì un colpo di cannone che uccise circa 60 soldati. In seguito a questo evento scoppiò un combattimento tra le due fazioni che durò oltre tre ore. Alla fine le truppe di de Bouille domarono l'ammutinamento con pesanti perdite tra soldati e civili. I decessi totali stimati furono 500.

## Conseguenze
Mentre i reggimenti francesi coinvolti rimasero esenti da gravi ripercussioni, gli ammutinati svizzeri furono puniti severamente sia dalla corte marziale che dai loro stessi ufficiali. L'uomo identificato come il capobanda venne condannato al supplizio della ruota, 22 vennero impiccati, 41 vennero condannati a 30 anni come schiavi di cambusa e altri 74 incarcerati. L'Assemblea costituente nazionale si congratulo con De Bouillé per le azioni svolte, mentre i radicali protestarono contro la sua severità. L'opinione pubblica popolare a causa delle misure draconiane messe in atto iniziò a provare simpatia per gli ammutinati.